# Interlands Deens voetbalelftal 2010-2019
Deze pagina toont een chronologisch en gedetailleerd overzicht van de interlands die het Deens voetbalelftal speelde in de periode 2010 – 2019.

## Interlands

### 2010
|                                                                      |                                      |       |                      |                                                                                      |
| 3 maart Vriendschappelijk № 748 «onderlinge duels» 20:30 uur (UTC+1) | Oostenrijk                           | 2 – 1 | Denemarken           | Ernst Happelstadion, Wenen Toeschouwers: 13.500 Scheidsrechter: Pavel Královec (CZE) |
| 3 maart Vriendschappelijk № 748 «onderlinge duels» 20:30 uur (UTC+1) | Franz Schiemer 12' Roman Wallner 37' |       | 17' Nicklas Bendtner | Ernst Happelstadion, Wenen Toeschouwers: 13.500 Scheidsrechter: Pavel Královec (CZE) |

|                                                                     |                                             |       |         |                                                                                   |
| 27 mei Vriendschappelijk № 749 «onderlinge duels» 20:15 uur (UTC+2) | Denemarken                                  | 2 – 0 | Senegal | Energi Nord Arena, Aalborg Toeschouwers: 14.112 Scheidsrechter: Bas Nijhuis (NED) |
| 27 mei Vriendschappelijk № 749 «onderlinge duels» 20:15 uur (UTC+2) | Christian Poulsen 26' Thomas Enevoldsen 90' |       |         | Energi Nord Arena, Aalborg Toeschouwers: 14.112 Scheidsrechter: Bas Nijhuis (NED) |

|                                                                     |                    |       |            |                                                                                      |
| 1 juni Vriendschappelijk № 750 «onderlinge duels» 14:00 uur (UTC+2) | Australië          | 1 – 0 | Denemarken | Ruimsig Stadion, Roodepoort Toeschouwers: 6.000 Scheidsrechter: Daniel Bennett (RSA) |
| 1 juni Vriendschappelijk № 750 «onderlinge duels» 14:00 uur (UTC+2) | Joshua Kennedy 71' |       |            | Ruimsig Stadion, Roodepoort Toeschouwers: 6.000 Scheidsrechter: Daniel Bennett (RSA) |

|                                                                     |                    |       |            | |
| 5 juni Vriendschappelijk № 751 «onderlinge duels» 14:15 uur (UTC+2) | Zuid-Afrika        | 1 – 0 | Denemarken | Lucas Masterpieces Moripe Stadium, Pretoria Toeschouwers: 28.000 Scheidsrechter: Charles Mbaga (TAN) |
| 5 juni Vriendschappelijk № 751 «onderlinge duels» 14:15 uur (UTC+2) | Katlego Mphela 76' |       |            | Lucas Masterpieces Moripe Stadium, Pretoria Toeschouwers: 28.000 Scheidsrechter: Charles Mbaga (TAN) |

| Wereldkampioenschap voetbal 2010 |
| -------------------------------- |

|                                                                    |                                        |           |            |                                                                                      |
| 14 juni WK 2010 Groep E № 752 «onderlinge duels» 13:30 uur (UTC+2) | Nederland                              | 2 – 0     | Denemarken | Soccer City, Johannesburg Toeschouwers: 83.465 Scheidsrechter: Stéphane Lannoy (FRA) |
| 14 juni WK 2010 Groep E № 752 «onderlinge duels» 13:30 uur (UTC+2) | Daniel Agger 47' (e.d.) Dirk Kuijt 85' | (details) |            | Soccer City, Johannesburg Toeschouwers: 83.465 Scheidsrechter: Stéphane Lannoy (FRA) |

|                                                                    |                  |           |                                           |                                                                                              |
| 19 juni WK 2010 Groep E № 753 «onderlinge duels» 20:30 uur (UTC+2) | Kameroen         | 1 – 2     | Denemarken                                | Loftus Versfeld Stadion, Pretoria Toeschouwers: 38.000 Scheidsrechter: Jorge Larrionda (URU) |
| 19 juni WK 2010 Groep E № 753 «onderlinge duels» 20:30 uur (UTC+2) | Samuel Eto'o 10' | (details) | 33' Nicklas Bendtner 61' Dennis Rommedahl | Loftus Versfeld Stadion, Pretoria Toeschouwers: 38.000 Scheidsrechter: Jorge Larrionda (URU) |

|                                                                    |                       |           |                                                        |                                                                                           |
| 24 juni WK 2010 Groep E № 754 «onderlinge duels» 20:30 uur (UTC+2) | Denemarken            | 1 – 3     | Japan                                                  | Royal Bafokengstadion, Rustenburg Toeschouwers: 27.967 Scheidsrechter: Jerome Damon (RSA) |
| 24 juni WK 2010 Groep E № 754 «onderlinge duels» 20:30 uur (UTC+2) | Jon Dahl Tomasson 81' | (details) | 17' Keisuke Honda 30' Yasuhito Endo 87' Shinji Okazaki | Royal Bafokengstadion, Rustenburg Toeschouwers: 27.967 Scheidsrechter: Jerome Damon (RSA) |

|  |  |  |  |  |  |  |  |  |

|                                                                          |                                      |       |                                    |                                                                          |
| 11 augustus Vriendschappelijk № 755 «onderlinge duels» 20:30 uur (UTC+2) | Denemarken                           | 2 – 2 | Duitsland                          | Parken, Kopenhagen Toeschouwers: 19.071 Scheidsrechter: Alan Kelly (IRL) |
| 11 augustus Vriendschappelijk № 755 «onderlinge duels» 20:30 uur (UTC+2) | Dennis Rommedahl 74' Mads Junker 87' |       | 19' Mario Gómez 73' Patrick Helmes | Parken, Kopenhagen Toeschouwers: 19.071 Scheidsrechter: Alan Kelly (IRL) |

|                                                                        |                       |       |         |                                                                               |
| 7 september EK-kwalificatie № 756 «onderlinge duels» 20:15 uur (UTC+2) | Denemarken            | 1 – 0 | IJsland | Parken, Kopenhagen Toeschouwers: 18.908 Scheidsrechter: Dougie McDonald (SCO) |
| 7 september EK-kwalificatie № 756 «onderlinge duels» 20:15 uur (UTC+2) | Thomas Kahlenberg 90' |       |         | Parken, Kopenhagen Toeschouwers: 18.908 Scheidsrechter: Dougie McDonald (SCO) |

|                                                                      |                                         |       |                             |                                                                                    |
| 8 oktober EK-kwalificatie № 757 «onderlinge duels» 20:45 uur (UTC+1) | Portugal                                | 3 – 1 | Denemarken                  | Estádio do Dragão, Porto Toeschouwers: 24.054 Scheidsrechter: Eric Braamhaar (NED) |
| 8 oktober EK-kwalificatie № 757 «onderlinge duels» 20:45 uur (UTC+1) | Nani 29' Nani 31' Cristiano Ronaldo 85' |       | 79' (e.d.) Ricardo Carvalho | Estádio do Dragão, Porto Toeschouwers: 24.054 Scheidsrechter: Eric Braamhaar (NED) |

|                                                                       |                                           |       |        |                                                                                     |
| 12 oktober EK-kwalificatie № 758 «onderlinge duels» 20:15 uur (UTC+2) | Denemarken                                | 2 – 0 | Cyprus | Parken, Kopenhagen Toeschouwers: 15.544 Scheidsrechter: César Muñiz Fernández (ESP) |
| 12 oktober EK-kwalificatie № 758 «onderlinge duels» 20:15 uur (UTC+2) | Morten Rasmussen 47' Kasper Lorentzen 81' |       |        | Parken, Kopenhagen Toeschouwers: 15.544 Scheidsrechter: César Muñiz Fernández (ESP) |

|                                                                          |            |       |          |                                                                         |
| 17 november Vriendschappelijk № 759 «onderlinge duels» 20:15 uur (UTC+1) | Denemarken | 0 – 0 | Tsjechië | NRGi Park, Aarhus Toeschouwers: 9.184 Scheidsrechter: Howard Webb (ENG) |
| 17 november Vriendschappelijk № 759 «onderlinge duels» 20:15 uur (UTC+1) |            |       |          | NRGi Park, Aarhus Toeschouwers: 9.184 Scheidsrechter: Howard Webb (ENG) |

### 2011
|                                                                         |                 |       |                                  |                                                                              |
| 9 februari Vriendschappelijk № 760 «onderlinge duels» 20:15 uur (UTC+2) | Denemarken      | 1 – 2 | Engeland                         | Parken, Kopenhagen Toeschouwers: 21.523 Scheidsrechter: Jonas Eriksson (SWE) |
| 9 februari Vriendschappelijk № 760 «onderlinge duels» 20:15 uur (UTC+2) | Daniel Agger 8' |       | 10' Darren Bent 68' Ashley Young | Parken, Kopenhagen Toeschouwers: 21.523 Scheidsrechter: Jonas Eriksson (SWE) |

|                                                                     |                    |       |                      |                                                                                  |
| 26 maart EK-kwalificatie № 761 «onderlinge duels» 20:00 uur (UTC+1) | Noorwegen          | 1 – 1 | Denemarken           | Ullevaalstadion, Oslo Toeschouwers: 24.828 Scheidsrechter: Gianluca Rocchi (ITA) |
| 26 maart EK-kwalificatie № 761 «onderlinge duels» 20:00 uur (UTC+1) | Erik Huseklepp 81' |       | 27' Dennis Rommedahl | Ullevaalstadion, Oslo Toeschouwers: 24.828 Scheidsrechter: Gianluca Rocchi (ITA) |

|                                                                       |                   |       |                                                 |                                                                                               |
| 29 maart Vriendschappelijk № 762 «onderlinge duels» 20:15 uur (UTC+2) | Slowakije         | 1 – 2 | Denemarken                                      | Štadión Antona Malatinského, Trnava Toeschouwers: 4.927 Scheidsrechter: David Fernández (ESP) |
| 29 maart Vriendschappelijk № 762 «onderlinge duels» 20:15 uur (UTC+2) | Filip Hološko 32' |       | 3' (e.d.) Kornel Saláta 72' Michael Krohn-Dehli | Štadión Antona Malatinského, Trnava Toeschouwers: 4.927 Scheidsrechter: David Fernández (ESP) |

|                                                                 |         |                                        |            |                                                                                     |
| 4 juni EK-kwalificatie № 763 «onderlinge duels» 18:45 uur (UTC) | IJsland | 0 – 2                                  | Denemarken | Laugardalsvöllur, Reykjavik Toeschouwers: 7.629 Scheidsrechter: Fırat Aydınus (TUR) |
| 4 juni EK-kwalificatie № 763 «onderlinge duels» 18:45 uur (UTC) |         | 60' Lasse Schöne 75' Christian Eriksen |            | Laugardalsvöllur, Reykjavik Toeschouwers: 7.629 Scheidsrechter: Fırat Aydınus (TUR) |

|                                                                          |                                               |       |                       |                                                                             |
| 10 augustus Vriendschappelijk № 764 «onderlinge duels» 19:45 uur (UTC+1) | Schotland                                     | 2 – 1 | Denemarken            | Hampden Park, Glasgow Toeschouwers: 17.582 Scheidsrechter: Marco Borg (MLT) |
| 10 augustus Vriendschappelijk № 764 «onderlinge duels» 19:45 uur (UTC+1) | William Kvist 22' (e.d.) Robert Snodgrass 44' |       | 31' Christian Eriksen | Hampden Park, Glasgow Toeschouwers: 17.582 Scheidsrechter: Marco Borg (MLT) |

|                                                                        |                                           |       |           |                                                                               |
| 6 september EK-kwalificatie № 765 «onderlinge duels» 20:15 uur (UTC+2) | Denemarken                                | 2 – 0 | Noorwegen | Parken, Kopenhagen Toeschouwers: 37.167 Scheidsrechter: Stéphane Lannoy (FRA) |
| 6 september EK-kwalificatie № 765 «onderlinge duels» 20:15 uur (UTC+2) | Nicklas Bendtner 24' Nicklas Bendtner 44' |       |           | Parken, Kopenhagen Toeschouwers: 37.167 Scheidsrechter: Stéphane Lannoy (FRA) |

|                                                                      |                    |       |                                                                                    |                                                                                     |
| 7 oktober EK-kwalificatie № 766 «onderlinge duels» 21:30 uur (UTC+3) | Cyprus             | 1 – 4 | Denemarken                                                                         | Neo GSP Stadion, Nicosia Toeschouwers: 1.800 Scheidsrechter: Marijo Strahonja (CRO) |
| 7 oktober EK-kwalificatie № 766 «onderlinge duels» 21:30 uur (UTC+3) | Andreas Avraam 45' |       | 7' Lars Jacobsen 11' Dennis Rommedahl 20' Michael Krohn-Dehli 22' Dennis Rommedahl | Neo GSP Stadion, Nicosia Toeschouwers: 1.800 Scheidsrechter: Marijo Strahonja (CRO) |

|                                                                       |                                              |       |                       |                                                                              |
| 11 oktober EK-kwalificatie № 767 «onderlinge duels» 20:15 uur (UTC+2) | Denemarken                                   | 2 – 1 | Portugal              | Parken, Kopenhagen Toeschouwers: 38.010 Scheidsrechter: Nicola Rizzoli (ITA) |
| 11 oktober EK-kwalificatie № 767 «onderlinge duels» 20:15 uur (UTC+2) | Michael Krohn-Dehli 13' Nicklas Bendtner 63' |       | 90' Cristiano Ronaldo | Parken, Kopenhagen Toeschouwers: 38.010 Scheidsrechter: Nicola Rizzoli (ITA) |

|                                                                          |                                              |       |        |                                                                                 |
| 11 november Vriendschappelijk № 768 «onderlinge duels» 19:00 uur (UTC+1) | Denemarken                                   | 2 – 0 | Zweden | Parken, Kopenhagen Toeschouwers: 18.057 Scheidsrechter: Svein Oddvar Moen (NOR) |
| 11 november Vriendschappelijk № 768 «onderlinge duels» 19:00 uur (UTC+1) | Nicklas Bendtner 35' Michael Krohn-Dehli 80' |       |        | Parken, Kopenhagen Toeschouwers: 18.057 Scheidsrechter: Svein Oddvar Moen (NOR) |

|                                                                      |                                       |       |                        |                                                                                         |
| 15 november Vriendschappelijk № 769 «onderlinge duels» 20:15 (UTC+1) | Denemarken                            | 2 – 1 | Finland                | Blue Water Arena, Esbjerg Toeschouwers: 14.300 Scheidsrechter: Kristinn Jakobsson (ISL) |
| 15 november Vriendschappelijk № 769 «onderlinge duels» 20:15 (UTC+1) | Daniel Agger 57' Nicklas Bendtner 59' |       | 18' Aleksej Jerjomenko | Blue Water Arena, Esbjerg Toeschouwers: 14.300 Scheidsrechter: Kristinn Jakobsson (ISL) |

### 2012
|                                                                          |            |                                       |         |                                                                          |
| 29 februari Vriendschappelijk № 770 «onderlinge duels» 19:45 uur (UTC+1) | Denemarken | 0 – 2                                 | Rusland | Parken, Kopenhagen Toeschouwers: 13.593 Scheidsrechter: István Vad (HUN) |
| 29 februari Vriendschappelijk № 770 «onderlinge duels» 19:45 uur (UTC+1) |            | 4' Roman Sjirokov 45' Andrej Arsjavin |         | Parken, Kopenhagen Toeschouwers: 13.593 Scheidsrechter: István Vad (HUN) |

|                                                                     |                      |       |                                          |                                                                              |
| 25 mei Vriendschappelijk № 771 «onderlinge duels» 15:30 uur (UTC+2) | Denemarken           | 1 – 3 | Brazilië                                 | Imtech Arena, Hamburg Toeschouwers: 51.000 Scheidsrechter: Felix Brych (GER) |
| 25 mei Vriendschappelijk № 771 «onderlinge duels» 15:30 uur (UTC+2) | Nicklas Bendtner 71' |       | 9' Hulk 13' (e.d.) Niki Zimling 40' Hulk | Imtech Arena, Hamburg Toeschouwers: 51.000 Scheidsrechter: Felix Brych (GER) |

|                                                                     |                                              |       |           |                                                                              |
| 2 juni Vriendschappelijk № 772 «onderlinge duels» 17:00 uur (UTC+2) | Denemarken                                   | 2 – 0 | Australië | Parken, Kopenhagen Toeschouwers: 15.888 Scheidsrechter: Antonio Damato (ITA) |
| 2 juni Vriendschappelijk № 772 «onderlinge duels» 17:00 uur (UTC+2) | Daniel Agger 32' (pen.) Andreas Bjelland 68' |       |           | Parken, Kopenhagen Toeschouwers: 15.888 Scheidsrechter: Antonio Damato (ITA) |

| Europees kampioenschap voetbal 2012 |
| ----------------------------------- |

|                                                                   |           |                         |            |                                                                                   |
| 9 juni EK 2012 Groep B № 773 «onderlinge duels» 19:00 uur (UTC+3) | Nederland | 0 – 1                   | Denemarken | Metaliststadion, Charkov Toeschouwers: 30.000 Scheidsrechter: Damir Skomina (SLO) |
| 9 juni EK 2012 Groep B № 773 «onderlinge duels» 19:00 uur (UTC+3) |           | 24' Michael Krohn-Dehli |            | Metaliststadion, Charkov Toeschouwers: 30.000 Scheidsrechter: Damir Skomina (SLO) |

|                                                                    |                                           |       |                                                  |                                                                           |
| 13 juni EK 2012 Groep B № 774 «onderlinge duels» 21:45 uur (UTC+3) | Denemarken                                | 2 – 3 | Portugal                                         | Arena Lviv, Lviv Toeschouwers: 31.840 Scheidsrechter: Craig Thomson (SCO) |
| 13 juni EK 2012 Groep B № 774 «onderlinge duels» 21:45 uur (UTC+3) | Nicklas Bendtner 41' Nicklas Bendtner 80' |       | 24' Pepe 36' Hélder Postiga 87' Silvestre Varela | Arena Lviv, Lviv Toeschouwers: 31.840 Scheidsrechter: Craig Thomson (SCO) |

|                                                                    |                         |       |                                    |                                                                            |
| 17 juni EK 2012 Groep B № 775 «onderlinge duels» 21:45 uur (UTC+3) | Denemarken              | 1 – 2 | Duitsland                          | Arena Lviv, Lviv Toeschouwers: 32.990 Scheidsrechter: Carlos Velasco (ESP) |
| 17 juni EK 2012 Groep B № 775 «onderlinge duels» 21:45 uur (UTC+3) | Michael Krohn-Dehli 24' |       | 19' Lukas Podolski 80' Lars Bender | Arena Lviv, Lviv Toeschouwers: 32.990 Scheidsrechter: Carlos Velasco (ESP) |

|  |  |  |  |  |  |  |  |  |

|                                                                          |                      |       |                                                        |                                                                                  |
| 15 augustus Vriendschappelijk № 776 «onderlinge duels» 20:15 uur (UTC+2) | Denemarken           | 1 – 3 | Slowakije                                              | TRE-FOR Park, Odense Toeschouwers: 9.209 Scheidsrechter: Daniel Stålhammar (SWE) |
| 15 augustus Vriendschappelijk № 776 «onderlinge duels» 20:15 uur (UTC+2) | Tobias Mikkelsen 22' |       | 63' Martin Jakubko 72' Marek Hamšík 83' Ľubomír Guldan | TRE-FOR Park, Odense Toeschouwers: 9.209 Scheidsrechter: Daniel Stålhammar (SWE) |

|                                                                                     |            |       |          |                                                                              |
| 8 september WK 2014 kwalificatie Groep B № 777 «onderlinge duels» 20:15 uur (UTC+2) | Denemarken | 0 – 0 | Tsjechië | Parken, Kopenhagen Toeschouwers: 24.004 Scheidsrechter: Wolfgang Stark (GER) |
| 8 september WK 2014 kwalificatie Groep B № 777 «onderlinge duels» 20:15 uur (UTC+2) |            |       |          | Parken, Kopenhagen Toeschouwers: 24.004 Scheidsrechter: Wolfgang Stark (GER) |

|                                                                                    |                     |       |                      |                                                                                               |
| 12 oktober WK 2014 kwalificatie Groep B № 778 «onderlinge duels» 21:00 uur (UTC+3) | Bulgarije           | 1 – 1 | Denemarken           | Vasil Levski Nationaal Stadion, Sofia Toeschouwers: 42.230 Scheidsrechter: Tony Chapron (FRA) |
| 12 oktober WK 2014 kwalificatie Groep B № 778 «onderlinge duels» 21:00 uur (UTC+3) | Dimitar Rangelov 7' |       | 40' Nicklas Bendtner | Vasil Levski Nationaal Stadion, Sofia Toeschouwers: 42.230 Scheidsrechter: Tony Chapron (FRA) |

|                                                                                    |                                                                 |       |                     |                                                                                          |
| 16 oktober WK 2014 kwalificatie Groep B № 779 «onderlinge duels» 20:45 uur (UTC+2) | Italië                                                          | 3 – 1 | Denemarken          | Stadio Giuseppe Meazza , Milaan Toeschouwers: 37.000 Scheidsrechter: Damir Skomina (SLO) |
| 16 oktober WK 2014 kwalificatie Groep B № 779 «onderlinge duels» 20:45 uur (UTC+2) | Riccardo Montolivo 33' Daniele De Rossi 37' Mario Balotelli 54' |       | 45+1' William Kvist | Stadio Giuseppe Meazza , Milaan Toeschouwers: 37.000 Scheidsrechter: Damir Skomina (SLO) |

|                                                                          |                   |       |                             |                                                                                     |
| 14 november Vriendschappelijk № 780 «onderlinge duels» 21:00 uur (UTC+2) | Turkije           | 1 – 1 | Denemarken                  | Türk Telekom Arena, Istanbul Toeschouwers: 30.000 Scheidsrechter: Felix Brych (GER) |
| 14 november Vriendschappelijk № 780 «onderlinge duels» 21:00 uur (UTC+2) | Mevlüt Erdinç 69' |       | 65' (pen.) Nicklas Bendtner | Türk Telekom Arena, Istanbul Toeschouwers: 30.000 Scheidsrechter: Felix Brych (GER) |

### 2013
|                                                                          |        |                                                                                       |            |                                                                                              |
| 26 januari Vriendschappelijk Officieus duel «onderlinge duels» 13:00 uur | Canada | 0 – 4                                                                                 | Denemarken | Kino Veterans Memorial Stadium, Tucson Toeschouwers: 2.000 Scheidsrechter: Juan Guzmán (USA) |
| 26 januari Vriendschappelijk Officieus duel «onderlinge duels» 13:00 uur |        | 8' Andreas Cornelius 11' Kasper Lorentzen 35' Andreas Cornelius 66' Andreas Cornelius |            | Kino Veterans Memorial Stadium, Tucson Toeschouwers: 2.000 Scheidsrechter: Juan Guzmán (USA) |

|                                                                          |                         |       |                       |                                                                                    |
| 30 januari Vriendschappelijk Officieus duel «onderlinge duels» 20:00 uur | Mexico                  | 1 – 1 | Denemarken            | University of Phoenix Stadium, Glendale Toeschouwers: 43.345 Scheidsrechter: (USA) |
| 30 januari Vriendschappelijk Officieus duel «onderlinge duels» 20:00 uur | Marco Fabián 68' (pen.) |       | 84' Andreas Cornelius | University of Phoenix Stadium, Glendale Toeschouwers: 43.345 Scheidsrechter: (USA) |

|                                                                         |                                                      |       |            |                                                                                    |
| 6 februari Vriendschappelijk № 781 «onderlinge duels» 19:30 uur (UTC+1) | Macedonië                                            | 3 – 0 | Denemarken | Philip II Arena, Skopje Toeschouwers: 5.000 Scheidsrechter: Nikola Dabanović (MNE) |
| 6 februari Vriendschappelijk № 781 «onderlinge duels» 19:30 uur (UTC+1) | Goran Pandev 9' Agim Ibraimi 17' Nikolče Noveski 24' |       |            | Philip II Arena, Skopje Toeschouwers: 5.000 Scheidsrechter: Nikola Dabanović (MNE) |

|                                                                                  |          |                                                       |            |                                                                                    |
| 22 maart WK 2014 kwalificatie Groep B № 782 «onderlinge duels» 20:30 uur (UTC+1) | Tsjechië | 0 – 3                                                 | Denemarken | Andrův stadion, Olomouc Toeschouwers: 12.288 Scheidsrechter: Manuel de Sousa (POR) |
| 22 maart WK 2014 kwalificatie Groep B № 782 «onderlinge duels» 20:30 uur (UTC+1) |          | 57' Andreas Cornelius 67' Simon Kjær 82' Niki Zimling |            | Andrův stadion, Olomouc Toeschouwers: 12.288 Scheidsrechter: Manuel de Sousa (POR) |

|                                                                                  |                         |       |                       |                                                                             |
| 26 maart WK 2014 kwalificatie Groep B № 783 «onderlinge duels» 20:15 uur (UTC+1) | Denemarken              | 1 – 1 | Bulgarije             | Parken, Kopenhagen Toeschouwers: 23.000 Scheidsrechter: Fırat Aydınus (TUR) |
| 26 maart WK 2014 kwalificatie Groep B № 783 «onderlinge duels» 20:15 uur (UTC+1) | Daniel Agger 63' (pen.) |       | 51' Stanislav Manolev | Parken, Kopenhagen Toeschouwers: 23.000 Scheidsrechter: Fırat Aydınus (TUR) |

|                                                                     |                                            |       |                   |                                                                                |
| 5 juni Vriendschappelijk № 784 «onderlinge duels» 20:15 uur (UTC+2) | Denemarken                                 | 2 – 1 | Georgië           | Nordjyske Arena, Aalborg Toeschouwers: 6.000 Scheidsrechter: Felix Brych (GER) |
| 5 juni Vriendschappelijk № 784 «onderlinge duels» 20:15 uur (UTC+2) | Nicklas Pedersen 77' Christian Eriksen 89' |       | 52' Irakli Dzaria | Nordjyske Arena, Aalborg Toeschouwers: 6.000 Scheidsrechter: Felix Brych (GER) |

|                                                                                 |            |                                                                                |         |                                                                                 |
| 11 juni WK 2014 kwalificatie Groep B № 785 «onderlinge duels» 20:15 uur (UTC+2) | Denemarken | 0 – 4                                                                          | Armenië | Parken, Kopenhagen Toeschouwers: 14.784 Scheidsrechter: Aleksej Nikolajev (RUS) |
| 11 juni WK 2014 kwalificatie Groep B № 785 «onderlinge duels» 20:15 uur (UTC+2) |            | 1' Joera Movsisjan 19' Aras Özbiliz 59' Joera Movsisjan 82' Henrich Mchitarjan |         | Parken, Kopenhagen Toeschouwers: 14.784 Scheidsrechter: Aleksej Nikolajev (RUS) |

|                                                                          |                                                          |       |                                                |                                                                                    |
| 14 augustus Vriendschappelijk № 786 «onderlinge duels» 20:45 uur (UTC+2) | Polen                                                    | 3 – 2 | Denemarken                                     | PGE Arena Gdańsk, Gdańsk Toeschouwers: 34.952 Scheidsrechter: Yudai Yamamoto (JPN) |
| 14 augustus Vriendschappelijk № 786 «onderlinge duels» 20:45 uur (UTC+2) | Mateusz Klich 4' Waldemar Sobota 60' Piotr Zieliński 61' |       | 18' Christian Eriksen 45+1' Martin Braithwaite | PGE Arena Gdańsk, Gdańsk Toeschouwers: 34.952 Scheidsrechter: Yudai Yamamoto (JPN) |

|                                                                                     |                    |       |                                             |                                                                                              |
| 6 september WK 2014 kwalificatie Groep B № 787 «onderlinge duels» 20:00 uur (UTC+2) | Malta              | 1 – 2 | Denemarken                                  | Ta' Qalistadion, Ta' Qali Toeschouwers: 10.000 Scheidsrechter: Anastasios Sidiropoulos (GRE) |
| 6 september WK 2014 kwalificatie Groep B № 787 «onderlinge duels» 20:00 uur (UTC+2) | Clayton Failla 38' |       | 2' Leon Andreasen 52' (e.d.) Ryan Camilleri | Ta' Qalistadion, Ta' Qali Toeschouwers: 10.000 Scheidsrechter: Anastasios Sidiropoulos (GRE) |

|                                                                                  |         |                         |            |                                                                         |
| 10 september WK 2014 kwalificatie Groep B № 788 «onderlinge duels» 20:00 (UTC+4) | Armenië | 0 – 1                   | Denemarken | Hrazdan, Jerevan Toeschouwers: 25.000 Scheidsrechter: Bas Nijhuis (NED) |
| 10 september WK 2014 kwalificatie Groep B № 788 «onderlinge duels» 20:00 (UTC+4) |         | 73' (pen.) Daniel Agger |            | Hrazdan, Jerevan Toeschouwers: 25.000 Scheidsrechter: Bas Nijhuis (NED) |

|                                                                                    |                                             |       |                                          |                                                                               |
| 11 oktober WK 2014 kwalificatie Groep B № 789 «onderlinge duels» 20:15 uur (UTC+2) | Denemarken                                  | 2 – 2 | Italië                                   | Parken, Kopenhagen Toeschouwers: 38.000 Scheidsrechter: Stéphane Lannoy (FRA) |
| 11 oktober WK 2014 kwalificatie Groep B № 789 «onderlinge duels» 20:15 uur (UTC+2) | Nicklas Bendtner 45+1' Nicklas Bendtner 79' |       | 28' Pablo Osvaldo 90+1' Alberto Aquilani | Parken, Kopenhagen Toeschouwers: 38.000 Scheidsrechter: Stéphane Lannoy (FRA) |

|                                                                                    | |       |       |                                                                                  |
| 15 oktober WK 2014 kwalificatie Groep B № 790 «onderlinge duels» 20:15 uur (UTC+2) | Denemarken | 6 – 0 | Malta | Parken, Kopenhagen Toeschouwers: 11.478 Scheidsrechter: Aleksandar Stavrev (MKD) |
| 15 oktober WK 2014 kwalificatie Groep B № 790 «onderlinge duels» 20:15 uur (UTC+2) | Morten Rasmussen 9' Daniel Agger 11' Andreas Bjelland 28' Daniel Agger 39' Morten Rasmussen 74' Nicki Bille 84' |       |       | Parken, Kopenhagen Toeschouwers: 11.478 Scheidsrechter: Aleksandar Stavrev (MKD) |

|                                                                          |                                        |       |                     |                                                                                     |
| 15 november Vriendschappelijk № 791 «onderlinge duels» 19:00 uur (UTC+1) | Denemarken                             | 2 – 1 | Noorwegen           | Messecenter, Herning Toeschouwers: 5.600 Scheidsrechter: Robert Schörgenhofer (AUT) |
| 15 november Vriendschappelijk № 791 «onderlinge duels» 19:00 uur (UTC+1) | William Kvist 14' Nicolai Boilesen 90' |       | 78' Marcus Pedersen | Messecenter, Herning Toeschouwers: 5.600 Scheidsrechter: Robert Schörgenhofer (AUT) |

### 2014
|                                                                |                      |       |            |                                                                               |
| 5 maart Vriendschappelijk № 792 «onderlinge duels» 20:00 (UTC) | Engeland             | 1 – 0 | Denemarken | Wembley Stadium, Londen Toeschouwers: 68.573 Scheidsrechter: Kevin Blom (NED) |
| 5 maart Vriendschappelijk № 792 «onderlinge duels» 20:00 (UTC) | Daniel Sturridge 82' |       |            | Wembley Stadium, Londen Toeschouwers: 68.573 Scheidsrechter: Kevin Blom (NED) |

|                                                                 |                                       |       |                                        |                                                                                        |
| 22 mei Vriendschappelijk № 793 «onderlinge duels» 20:15 (UTC+2) | Hongarije                             | 2 – 2 | Denemarken                             | Nagyerdeistadion, Debrecen Toeschouwers: 20.000 Scheidsrechter: Szymon Marciniak (POL) |
| 22 mei Vriendschappelijk № 793 «onderlinge duels» 20:15 (UTC+2) | Balázs Dzsudzsák 25' Roland Varga 69' |       | 56' Christian Eriksen 72' Lasse Schöne | Nagyerdeistadion, Debrecen Toeschouwers: 20.000 Scheidsrechter: Szymon Marciniak (POL) |

|                                                                     |                           |       |        |                                                                                 |
| 28 mei Vriendschappelijk № 794 «onderlinge duels» 20:15 uur (UTC+2) | Denemarken                | 1 – 0 | Zweden | Parken, Kopenhagen Toeschouwers: 27.872 Scheidsrechter: Svein Oddvar Moen (NOR) |
| 28 mei Vriendschappelijk № 794 «onderlinge duels» 20:15 uur (UTC+2) | Daniel Agger 90+3' (pen.) |       |        | Parken, Kopenhagen Toeschouwers: 27.872 Scheidsrechter: Svein Oddvar Moen (NOR) |

|                                                                          |                         |       |                                  |                                                                               |
| 3 september Vriendschappelijk № 795 «onderlinge duels» 20:00 uur (UTC+2) | Denemarken              | 1 – 2 | Turkije                          | TRE-FOR Park, Odense Toeschouwers: 11.169 Scheidsrechter: Milorad Mažić (SRB) |
| 3 september Vriendschappelijk № 795 «onderlinge duels» 20:00 uur (UTC+2) | Daniel Agger 35' (pen.) |       | 54' Olcay Şahan 90+2' Ozan Tufan | TRE-FOR Park, Odense Toeschouwers: 11.169 Scheidsrechter: Milorad Mažić (SRB) |

|                                                                        |                                           |       |                        |                                                                                     |
| 7 september EK-kwalificatie № 798 «onderlinge duels» 18:00 uur (UTC+2) | Denemarken                                | 2 – 1 | Armenië                | Telia Parken, Kopenhagen Toeschouwers: 20.144 Scheidsrechter: Alexandru Tudor (ROM) |
| 7 september EK-kwalificatie № 798 «onderlinge duels» 18:00 uur (UTC+2) | Pierre Højbjerg 65' Thomas Kahlenberg 80' |       | 59' Henrich Mchitarjan | Telia Parken, Kopenhagen Toeschouwers: 20.144 Scheidsrechter: Alexandru Tudor (ROM) |

|                                                                       |                   |       |                |                                                                                 |
| 11 oktober EK-kwalificatie № 797 «onderlinge duels» 20:45 uur (UTC+2) | Albanië           | 1 – 1 | Denemarken     | Elbasan Arena, Elbasan Toeschouwers: 12.800 Scheidsrechter: Viktor Kassai (HUN) |
| 11 oktober EK-kwalificatie № 797 «onderlinge duels» 20:45 uur (UTC+2) | Ermir Lenjani 38' |       | 81' Lasse Vibe | Elbasan Arena, Elbasan Toeschouwers: 12.800 Scheidsrechter: Viktor Kassai (HUN) |

|                                                                       |            |                         |          |                                                                                 |
| 14 oktober EK-kwalificatie № 798 «onderlinge duels» 20:45 uur (UTC+2) | Denemarken | 0 – 1                   | Portugal | Telia Parken, Kopenhagen Toeschouwers: 36.562 Scheidsrechter: Felix Brych (GER) |
| 14 oktober EK-kwalificatie № 798 «onderlinge duels» 20:45 uur (UTC+2) |            | 90+5' Cristiano Ronaldo |          | Telia Parken, Kopenhagen Toeschouwers: 36.562 Scheidsrechter: Felix Brych (GER) |

|                                                                    |                |       |                                                          |                                                                              |
| 14 november EK-kwalificatie № 799 «onderlinge duels» 20:45 (UTC+1) | Servië         | 1 – 3 | Denemarken                                               | Partizanstadion, Belgrado Toeschouwers: 0 Scheidsrechter: Cüneyt Çakır (TUR) |
| 14 november EK-kwalificatie № 799 «onderlinge duels» 20:45 (UTC+1) | Zoran Tošić 4' |       | 60' Nicklas Bendtner 62' Simon Kjær 85' Nicklas Bendtner | Partizanstadion, Belgrado Toeschouwers: 0 Scheidsrechter: Cüneyt Çakır (TUR) |

|                                                                      |                                       |       |            |                                                                                     |
| 18 november Vriendschappelijk № 800 «onderlinge duels» 20:30 (UTC+2) | Roemenië                              | 2 – 0 | Denemarken | Arena Națională, Boekarest Toeschouwers: 10.000 Scheidsrechter: Slavko Vinčić (SLO) |
| 18 november Vriendschappelijk № 800 «onderlinge duels» 20:30 (UTC+2) | Claudiu Keșerü 53' Claudiu Keșerü 59' |       |            | Arena Națională, Boekarest Toeschouwers: 10.000 Scheidsrechter: Slavko Vinčić (SLO) |

### 2015
|                                                                   |                                                                  |       |                                       |                                                                                 |
| 25 maart Vriendschappelijk № 801 «onderlinge duels» 20:15 (UTC+1) | Denemarken                                                       | 3 – 2 | Verenigde Staten                      | NRGi Park, Aarhus Toeschouwers: 10.505 Scheidsrechter: Mattias Gestranius (FIN) |
| 25 maart Vriendschappelijk № 801 «onderlinge duels» 20:15 (UTC+1) | Nicklas Bendtner 33' Nicklas Bendtner 83' Nicklas Bendtner 90+1' |       | 19' Jozy Altidore 66' Aron Jóhannsson | NRGi Park, Aarhus Toeschouwers: 10.505 Scheidsrechter: Mattias Gestranius (FIN) |

|                                                                       |                                            |       |            |                                                                                                 |
| 29 maart Vriendschappelijk № 802 «onderlinge duels» 20:45 uur (UTC+2) | Frankrijk                                  | 2 – 0 | Denemarken | Stade Geoffroy-Guichard, Saint-Étienne Toeschouwers: 38.458 Scheidsrechter: Ivan Kružliak (SVK) |
| 29 maart Vriendschappelijk № 802 «onderlinge duels» 20:45 uur (UTC+2) | Alexandre Lacazette 14' Olivier Giroud 38' |       |            | Stade Geoffroy-Guichard, Saint-Étienne Toeschouwers: 38.458 Scheidsrechter: Ivan Kružliak (SVK) |

|                                                                 |                                                 |       |                    |                                                                                         |
| 8 juni Vriendschappelijk № 803 «onderlinge duels» 20:00 (UTC+2) | Denemarken                                      | 2 – 1 | Montenegro         | Energi Viborg Arena, Viborg Toeschouwers: 9.180 Scheidsrechter: Ken Henry Johnsen (NOR) |
| 8 juni Vriendschappelijk № 803 «onderlinge duels» 20:00 (UTC+2) | Christian Eriksen 70' Viktor Fischer 86' (pen.) |       | 17' Stevan Jovetić | Energi Viborg Arena, Viborg Toeschouwers: 9.180 Scheidsrechter: Ken Henry Johnsen (NOR) |

|                                                                         |                                      |       |        |                                                                             |
| 13 juni EK 2016 kwalificatie № 804 «onderlinge duels» 20:45 uur (UTC+2) | Denemarken                           | 2 – 0 | Servië | Parken, Kopenhagen Toeschouwers: 30.887 Scheidsrechter: Björn Kuipers (NED) |
| 13 juni EK 2016 kwalificatie № 804 «onderlinge duels» 20:45 uur (UTC+2) | Yussuf Poulsen 13' Jakob Poulsen 87' |       |        | Parken, Kopenhagen Toeschouwers: 30.887 Scheidsrechter: Björn Kuipers (NED) |

|                                                                             |            |       |         |                                                                              |
| 4 september EK 2016 kwalificatie № 805 «onderlinge duels» 20:45 uur (UTC+2) | Denemarken | 0 – 0 | Albanië | Parken, Kopenhagen Toeschouwers: 35.648 Scheidsrechter: William Collum (SCO) |
| 4 september EK 2016 kwalificatie № 805 «onderlinge duels» 20:45 uur (UTC+2) |            |       |         | Parken, Kopenhagen Toeschouwers: 35.648 Scheidsrechter: William Collum (SCO) |

|                                                                             |         |       |            | |
| 7 september EK 2016 kwalificatie № 806 «onderlinge duels» 20:00 uur (UTC+4) | Armenië | 0 – 0 | Denemarken | Republikeins Stadion Vazgen Sargsian, Jerevan Toeschouwers: 7.500 Scheidsrechter: Svein Oddvar Moen (NOR) |
| 7 september EK 2016 kwalificatie № 806 «onderlinge duels» 20:00 uur (UTC+4) |         |       |            | Republikeins Stadion Vazgen Sargsian, Jerevan Toeschouwers: 7.500 Scheidsrechter: Svein Oddvar Moen (NOR) |

|                                                                           |                   |       |            |                                                                                      |
| 8 oktober EK 2016 kwalificatie № 807 «onderlinge duels» 19:45 uur (UTC+1) | Portugal          | 1 – 0 | Denemarken | Estádio Municipal, Braga Toeschouwers: 29.850 Scheidsrechter: Mark Clattenburg (ENG) |
| 8 oktober EK 2016 kwalificatie № 807 «onderlinge duels» 19:45 uur (UTC+1) | João Moutinho 66' |       |            | Estádio Municipal, Braga Toeschouwers: 29.850 Scheidsrechter: Mark Clattenburg (ENG) |

|                                                                         |                        |       |                                     |                                                                              |
| 11 oktober Vriendschappelijk № 808 «onderlinge duels» 20:45 uur (UTC+2) | Denemarken             | 1 – 2 | Frankrijk                           | Parken, Kopenhagen Toeschouwers: 18.145 Scheidsrechter: Jonas Eriksson (SWE) |
| 11 oktober Vriendschappelijk № 808 «onderlinge duels» 20:45 uur (UTC+2) | Erik Sviatchenko 90+1' |       | 4' Olivier Giroud 6' Olivier Giroud | Parken, Kopenhagen Toeschouwers: 18.145 Scheidsrechter: Jonas Eriksson (SWE) |

|                                                                                      |                                                 |       |                       |                                                                                |
| 14 november EK 2016 kwalificatie Play-off № 809 «onderlinge duels» 20:45 uur (UTC+1) | Zweden                                          | 2 – 1 | Denemarken            | Friends Arena, Solna Toeschouwers: 49.053 Scheidsrechter: Nicola Rizzoli (ITA) |
| 14 november EK 2016 kwalificatie Play-off № 809 «onderlinge duels» 20:45 uur (UTC+1) | Emil Forsberg 45' Zlatan Ibrahimović 50' (pen.) |       | 80' Nicolai Jørgensen | Friends Arena, Solna Toeschouwers: 49.053 Scheidsrechter: Nicola Rizzoli (ITA) |

|                                                                                      |                                             |       |                                               |                                                                                |
| 17 november EK 2016 kwalificatie Play-off № 810 «onderlinge duels» 20:45 uur (UTC+1) | Denemarken                                  | 2 – 2 | Zweden                                        | Telia Parken, Solna Toeschouwers: 36.051 Scheidsrechter: Martin Atkinson (ENG) |
| 17 november EK 2016 kwalificatie Play-off № 810 «onderlinge duels» 20:45 uur (UTC+1) | Yussuf Poulsen 81' Jannik Vestergaard 90+1' |       | 19' Zlatan Ibrahimović 76' Zlatan Ibrahimović | Telia Parken, Solna Toeschouwers: 36.051 Scheidsrechter: Martin Atkinson (ENG) |

### 2016
|                                                                       |                                             |       |                            |                                                                          |
| 24 maart Vriendschappelijk № 811 «onderlinge duels» 20:00 uur (UTC+1) | Denemarken                                  | 2 – 1 | IJsland                    | MCH Arena, Herning Toeschouwers: 9.194 Scheidsrechter: Tore Hansen (NOR) |
| 24 maart Vriendschappelijk № 811 «onderlinge duels» 20:00 uur (UTC+1) | Nicolai Jørgensen 50' Nicolai Jørgensen 54' |       | 90' Arnór Ingvi Traustason | MCH Arena, Herning Toeschouwers: 9.194 Scheidsrechter: Tore Hansen (NOR) |

|                                                                       |                 |       |            |                                                                                    |
| 29 maart Vriendschappelijk № 812 «onderlinge duels» 20:00 uur (UTC+1) | Schotland       | 1 – 0 | Denemarken | Hampden Park, Glasgow Toeschouwers: 18.385 Scheidsrechter: Svein Oddvar Moen (NOR) |
| 29 maart Vriendschappelijk № 812 «onderlinge duels» 20:00 uur (UTC+1) | Matt Ritchie 8' |       |            | Hampden Park, Glasgow Toeschouwers: 18.385 Scheidsrechter: Svein Oddvar Moen (NOR) |

|                                                                                    |                                 |       |                                   |                                                                               |
| 3 juni Vriendschappelijk Kirin Cup 2016 № 813 «onderlinge duels» 16:00 uur (UTC+9) | Bosnië en Herz.                 | 2 – 2 | Denemarken                        | Toyotastadion, Toyota Toeschouwers: 14.001 Scheidsrechter: Ben Williams (AUS) |
| 3 juni Vriendschappelijk Kirin Cup 2016 № 813 «onderlinge duels» 16:00 uur (UTC+9) | Milan Đurić 52' Milan Đurić 83' |       | 22' Simon Kjær 41' Viktor Fischer | Toyotastadion, Toyota Toeschouwers: 14.001 Scheidsrechter: Ben Williams (AUS) |

|                                                                                    |           |                                                                                        |            |                                                                                 |
| 7 juni Vriendschappelijk Kirin Cup 2016 № 814 «onderlinge duels» 16:00 uur (UTC+9) | Bulgarije | 0 – 4                                                                                  | Denemarken | Suita City Stadium, Suita Toeschouwers: 14.223 Scheidsrechter: Ryuji Sato (JAP) |
| 7 juni Vriendschappelijk Kirin Cup 2016 № 814 «onderlinge duels» 16:00 uur (UTC+9) |           | 39' Morten Rasmussen 72' Christian Eriksen 74' Christian Eriksen 82' Christian Eriksen |            | Suita City Stadium, Suita Toeschouwers: 14.223 Scheidsrechter: Ryuji Sato (JAP) |

|                                                                          | |       |               |                                                                                          |
| 31 augustus Vriendschappelijk № 815 «onderlinge duels» 20:00 uur (UTC+2) | Denemarken                                                                                                 | 5 – 0 | Liechtenstein | CASA Arena Horsens, Horsens Toeschouwers: 8.004 Scheidsrechter: Þóroddur Hjaltalín (ISL) |
| 31 augustus Vriendschappelijk № 815 «onderlinge duels» 20:00 uur (UTC+2) | Martin Jørgensen 30' Martin Jørgensen 33' Andreas Cornelius 49' Viktor Fischer 61' Jens Stryger Larsen 84' |       |               | CASA Arena Horsens, Horsens Toeschouwers: 8.004 Scheidsrechter: Þóroddur Hjaltalín (ISL) |

|                                                                                     |                       |       |         |                                                                              |
| 4 september Kwalificatie WK 2018 Groep E № 816 «onderlinge duels» 18:00 uur (UTC+2) | Denemarken            | 1 – 0 | Armenië | Parken, Kopenhagen Toeschouwers: 21.795 Scheidsrechter: Harald Lechner (AUT) |
| 4 september Kwalificatie WK 2018 Groep E № 816 «onderlinge duels» 18:00 uur (UTC+2) | Christian Eriksen 17' |       |         | Parken, Kopenhagen Toeschouwers: 21.795 Scheidsrechter: Harald Lechner (AUT) |

|                                                                                   |                                                                             |       |                                          |                                                                                        |
| 8 oktober Kwalificatie WK 2018 Groep E № 817 «onderlinge duels» 20:45 uur (UTC+2) | Polen                                                                       | 3 – 2 | Denemarken                               | Nationaal Stadion, Warschau Toeschouwers: 56.811 Scheidsrechter: Gianluca Rocchi (ITA) |
| 8 oktober Kwalificatie WK 2018 Groep E № 817 «onderlinge duels» 20:45 uur (UTC+2) | Robert Lewandowski 20' Robert Lewandowski 36' (pen.) Robert Lewandowski 47' |       | 49' (e.d.) Kamil Glik 69' Yussuf Poulsen | Nationaal Stadion, Warschau Toeschouwers: 56.811 Scheidsrechter: Gianluca Rocchi (ITA) |

|                                                                                    |            |                   |            |                                                                                     |
| 11 oktober Kwalificatie WK 2018 Groep E № 818 «onderlinge duels» 20:45 uur (UTC+2) | Denemarken | 0 – 1             | Montenegro | Telia Parken, Kopenhagen Toeschouwers: 20.582 Scheidsrechter: Alberto Undiano (ESP) |
| 11 oktober Kwalificatie WK 2018 Groep E № 818 «onderlinge duels» 20:45 uur (UTC+2) |            | 31' Fatos Bećiraj |            | Telia Parken, Kopenhagen Toeschouwers: 20.582 Scheidsrechter: Alberto Undiano (ESP) |

|                                                                                     |                                                                                               |       |                          |                                                                                |
| 11 november Kwalificatie WK 2018 Groep E № 819 «onderlinge duels» 20:45 uur (UTC+1) | Denemarken                                                                                    | 4 – 1 | Kazachstan               | Telia Parken, Kopenhagen Toeschouwers: 18.901 Scheidsrechter: Alon Yefet (ISR) |
| 11 november Kwalificatie WK 2018 Groep E № 819 «onderlinge duels» 20:45 uur (UTC+1) | Andreas Cornelius 20' Christian Eriksen 36' (pen.) Peter Ankersen 47' Christian Eriksen 90+2' |       | 17' Gafurzhan Suyumbayev | Telia Parken, Kopenhagen Toeschouwers: 18.901 Scheidsrechter: Alon Yefet (ISR) |

|                                                                          |                  |       |                       |                                                                                              |
| 15 november Vriendschappelijk № 820 «onderlinge duels» 20:30 uur (UTC+1) | Tsjechië         | 1 – 1 | Denemarken            | Adidas Aréna, Mladá Boleslav Toeschouwers: 1.763 Scheidsrechter: Manuel Schüttengruber (AUT) |
| 15 november Vriendschappelijk № 820 «onderlinge duels» 20:30 uur (UTC+1) | Antonín Barák 8' |       | 38' Nicolai Jørgensen | Adidas Aréna, Mladá Boleslav Toeschouwers: 1.763 Scheidsrechter: Manuel Schüttengruber (AUT) |

### 2017
|                                                                                  |          |       |            |                                                                                    |
| 26 maart Kwalificatie WK 2018 Groep E № 821 «onderlinge duels» 21:45 uur (UTC+3) | Roemenië | 0 – 0 | Denemarken | Cluj Arena, Cluj-Napoca Toeschouwers: 26.895 Scheidsrechter: Martin Atkinson (ENG) |
| 26 maart Kwalificatie WK 2018 Groep E № 821 «onderlinge duels» 21:45 uur (UTC+3) |          |       |            | Cluj Arena, Cluj-Napoca Toeschouwers: 26.895 Scheidsrechter: Martin Atkinson (ENG) |

|                                                                     |                       |       |                    |                                                                                       |
| 6 juni Vriendschappelijk № 822 «onderlinge duels» 20:45 uur (UTC+2) | Denemarken            | 1 – 1 | Duitsland          | Vilfort Park, Brøndbyvester Toeschouwers: 15.488 Scheidsrechter: Michael Oliver (ENG) |
| 6 juni Vriendschappelijk № 822 «onderlinge duels» 20:45 uur (UTC+2) | Christian Eriksen 18' |       | 88' Joshua Kimmich | Vilfort Park, Brøndbyvester Toeschouwers: 15.488 Scheidsrechter: Michael Oliver (ENG) |

|                                                                                 |                   |       |                                                                       |                                                                                                 |
| 10 juni Kwalificatie WK 2018 Groep E № 823 «onderlinge duels» 22:00 uur (UTC+6) | Kazachstan        | 1 – 3 | Denemarken                                                            | Almatı Ortalıq Stadionı, Almaty Toeschouwers: 19.065 Scheidsrechter: Vladislav Bezborodov (RUS) |
| 10 juni Kwalificatie WK 2018 Groep E № 823 «onderlinge duels» 22:00 uur (UTC+6) | Islambek Kuat 76' |       | 27' Nicolai Jørgensen 51' (pen.) Christian Eriksen 81' Kasper Dolberg | Almatı Ortalıq Stadionı, Almaty Toeschouwers: 19.065 Scheidsrechter: Vladislav Bezborodov (RUS) |

|                                                                                     |                                                                                      |       |       |                                                                                   |
| 1 september Kwalificatie WK 2018 Groep E № 824 «onderlinge duels» 20:45 uur (UTC+2) | Denemarken                                                                           | 4 – 0 | Polen | Telia Parken, Kopenhagen Toeschouwers: 34.505 Scheidsrechter: Milorad Mažić (SRB) |
| 1 september Kwalificatie WK 2018 Groep E № 824 «onderlinge duels» 20:45 uur (UTC+2) | Thomas Delaney 15' Andreas Cornelius 42' Nicolai Jørgensen 59' Christian Eriksen 79' |       |       | Telia Parken, Kopenhagen Toeschouwers: 34.505 Scheidsrechter: Milorad Mažić (SRB) |

|                                                                                     |                  |       |                                                                                  |                                                                                   |
| 4 september Kwalificatie WK 2018 Groep E № 825 «onderlinge duels» 20:00 uur (UTC+4) | Armenië          | 1 – 4 | Denemarken                                                                       | Republikeins Stadion Vazgen Sargsian, Jerevan Scheidsrechter: Robert Madden (SCO) |
| 4 september Kwalificatie WK 2018 Groep E № 825 «onderlinge duels» 20:00 uur (UTC+4) | Ruslan Koryan 6' |       | 16' Thomas Delaney 29' Christian Eriksen 81' Thomas Delaney 90+3' Thomas Delaney | Republikeins Stadion Vazgen Sargsian, Jerevan Scheidsrechter: Robert Madden (SCO) |

|                                                                                   |            |                       |            |                                                                                        |
| 5 oktober Kwalificatie WK 2018 Groep E № 826 «onderlinge duels» 20:45 uur (UTC+2) | Montenegro | 0 – 1                 | Denemarken | Pod Goricomstadion, Podgorica Toeschouwers: 10.779 Scheidsrechter: Björn Kuipers (NED) |
| 5 oktober Kwalificatie WK 2018 Groep E № 826 «onderlinge duels» 20:45 uur (UTC+2) |            | 16' Christian Eriksen |            | Pod Goricomstadion, Podgorica Toeschouwers: 10.779 Scheidsrechter: Björn Kuipers (NED) |

|                                                                                   |                              |       |                  |                                                                                   |
| 8 oktober Kwalificatie WK 2018 Groep E № 827 «onderlinge duels» 18:00 uur (UTC+2) | Denemarken                   | 1 – 1 | Roemenië         | Telia Parken, Kopenhagen Toeschouwers: 36.084 Scheidsrechter: Deniz Aytekin (GER) |
| 8 oktober Kwalificatie WK 2018 Groep E № 827 «onderlinge duels» 18:00 uur (UTC+2) | Christian Eriksen 59' (pen.) |       | 88' Ciprian Deac | Telia Parken, Kopenhagen Toeschouwers: 36.084 Scheidsrechter: Deniz Aytekin (GER) |

|                                                                                       |            |       |         |                                                                                   |
| 11 november Kwalificatie WK 2018 Play-offs № 828 «onderlinge duels» 20:45 uur (UTC+1) | Denemarken | 0 – 0 | Ierland | Telia Parken, Kopenhagen Toeschouwers: 36.189 Scheidsrechter: Milorad Mažić (SRB) |
| 11 november Kwalificatie WK 2018 Play-offs № 828 «onderlinge duels» 20:45 uur (UTC+1) |            |       |         | Telia Parken, Kopenhagen Toeschouwers: 36.189 Scheidsrechter: Milorad Mažić (SRB) |

|                                                                                     |                |       | |                                                                                  |
| 14 november Kwalificatie WK 2018 Play-offs № 829 «onderlinge duels» 19:45 uur (UTC) | Ierland        | 1 – 5 | Denemarken | Avivastadion, Dublin Toeschouwers: 51.700 Scheidsrechter: Szymon Marciniak (POL) |
| 14 november Kwalificatie WK 2018 Play-offs № 829 «onderlinge duels» 19:45 uur (UTC) | Shane Duffy 6' |       | 29' Andreas Christensen 32' Christian Eriksen 63' Christian Eriksen 73' Christian Eriksen 90' (pen.) Nicklas Bendtner | Avivastadion, Dublin Toeschouwers: 51.700 Scheidsrechter: Szymon Marciniak (POL) |

### 2018
|                                                                       |                 |       |        |                                                                                      |
| 22 maart Vriendschappelijk № 830 «onderlinge duels» 20:00 uur (UTC+1) | Denemarken      | 1 – 0 | Panama | Brøndby Stadion, Brøndbyvester Toeschouwers: 11.160 Scheidsrechter: Neil Doyle (IRL) |
| 22 maart Vriendschappelijk № 830 «onderlinge duels» 20:00 uur (UTC+1) | Pione Sisto 69' |       |        | Brøndby Stadion, Brøndbyvester Toeschouwers: 11.160 Scheidsrechter: Neil Doyle (IRL) |

|                                                                       |            |       |       |                                                                                       |
| 27 maart Vriendschappelijk № 831 «onderlinge duels» 20:00 uur (UTC+2) | Denemarken | 0 – 0 | Chili | Aalborg Portland Park, Aalborg Toeschouwers: 11.527 Scheidsrechter: John Beaton (SCO) |
| 27 maart Vriendschappelijk № 831 «onderlinge duels» 20:00 uur (UTC+2) |            |       |       | Aalborg Portland Park, Aalborg Toeschouwers: 11.527 Scheidsrechter: John Beaton (SCO) |

|                                                                     |        |       |            |                                                                                |
| 2 juni Vriendschappelijk № 832 «onderlinge duels» 19:45 uur (UTC+2) | Zweden | 0 – 0 | Denemarken | Friends Arena, Solna Toeschouwers: 41.558 Scheidsrechter: Tobias Stieler (GER) |
| 2 juni Vriendschappelijk № 832 «onderlinge duels» 19:45 uur (UTC+2) |        |       |            | Friends Arena, Solna Toeschouwers: 41.558 Scheidsrechter: Tobias Stieler (GER) |

|                                                                     |                                          |       |        |                                                                                          |
| 9 juni Vriendschappelijk № 833 «onderlinge duels» 20:00 uur (UTC+2) | Denemarken                               | 2 – 0 | Mexico | Brøndby Stadion, Brøndbyvester Toeschouwers: 16.376 Scheidsrechter: Kai Erik Steen (NOR) |
| 9 juni Vriendschappelijk № 833 «onderlinge duels» 20:00 uur (UTC+2) | Yussuf Poulsen 71' Christian Eriksen 74' |       |        | Brøndby Stadion, Brøndbyvester Toeschouwers: 16.376 Scheidsrechter: Kai Erik Steen (NOR) |

| WK 2018 |
| ------- |

|                                                                    |      |                    |            |                                                                                   |
| 16 juni WK 2018 Groep C № 834 «onderlinge duels» 19:00 uur (UTC+3) | Peru | 0 – 1              | Denemarken | Mordovia Arena, Saransk Toeschouwers: 40.502 Scheidsrechter: Bakary Gassama (GAM) |
| 16 juni WK 2018 Groep C № 834 «onderlinge duels» 19:00 uur (UTC+3) |      | 59' Yussuf Poulsen |            | Mordovia Arena, Saransk Toeschouwers: 40.502 Scheidsrechter: Bakary Gassama (GAM) |

|                                                                    |                      |       |                         |                                                                               |
| 21 juni WK 2018 Groep B № 835 «onderlinge duels» 16:00 uur (UTC+4) | Denemarken           | 1 – 1 | Australië               | Cosmos Arena, Samara Toeschouwers: 40.727 Scheidsrechter: Antonio Mateu (ESP) |
| 21 juni WK 2018 Groep B № 835 «onderlinge duels» 16:00 uur (UTC+4) | Christian Eriksen 7' |       | 38' (pen.) Mile Jedinak | Cosmos Arena, Samara Toeschouwers: 40.727 Scheidsrechter: Antonio Mateu (ESP) |

|                                                                    |            |       |           |                                                                                             |
| 26 juni WK 2018 Groep B № 836 «onderlinge duels» 17:00 uur (UTC+3) | Denemarken | 0 – 0 | Frankrijk | Olympisch Stadion Loezjniki, Moskou Toeschouwers: 78.011 Scheidsrechter: Sandro Ricci (BRA) |
| 26 juni WK 2018 Groep B № 836 «onderlinge duels» 17:00 uur (UTC+3) |            |       |           | Olympisch Stadion Loezjniki, Moskou Toeschouwers: 78.011 Scheidsrechter: Sandro Ricci (BRA) |

|                                                                          |                                                                     |              |                                                                                 |                                                                                          |
| 1 juli WK 2018 Achtste finale № 836 «onderlinge duels» 21:00 uur (UTC+3) | Kroatië                                                             | 1 – 1 (n.v.) | Denemarken                                                                      | Strelkastadion, Nizjni Novgorod Toeschouwers: 40.851 Scheidsrechter: Néstor Pitana (ARG) |
| 1 juli WK 2018 Achtste finale № 836 «onderlinge duels» 21:00 uur (UTC+3) | Mario Mandžukić 4'                                                  |              | 1' Mathias Jørgensen                                                            | Strelkastadion, Nizjni Novgorod Toeschouwers: 40.851 Scheidsrechter: Néstor Pitana (ARG) |
| 1 juli WK 2018 Achtste finale № 836 «onderlinge duels» 21:00 uur (UTC+3) | Strafschoppen                                                       |              |                                                                                 | Strelkastadion, Nizjni Novgorod Toeschouwers: 40.851 Scheidsrechter: Néstor Pitana (ARG) |
| 1 juli WK 2018 Achtste finale № 836 «onderlinge duels» 21:00 uur (UTC+3) | Milan Badelj Andrej Kramarić Luka Modrić Josip Pivarić Ivan Rakitić | 3 – 2        | Christian Eriksen Simon Kjær Michael Krohn-Dehli Lasse Schöne Nicolai Jørgensen | Strelkastadion, Nizjni Novgorod Toeschouwers: 40.851 Scheidsrechter: Néstor Pitana (ARG) |

|  |  |  |  |  |  |  |  |  |

|                                                                          |                                                       |       |            |                                                                                                 |
| 5 september Vriendschappelijk № 838 «onderlinge duels» 20:45 uur (UTC+2) | Slowakije                                             | 3 – 0 | Denemarken | Štadión Antona Malatinského, Trvana Toeschouwers: 6.432 Scheidsrechter: Julian Weinberger (AUT) |
| 5 september Vriendschappelijk № 838 «onderlinge duels» 20:45 uur (UTC+2) | Adam Nemec 11' Albert Rusnák 37' Adam Fogt 79' (e.d.) |       |            | Štadión Antona Malatinského, Trvana Toeschouwers: 6.432 Scheidsrechter: Julian Weinberger (AUT) |

|                                                                                     |                                             |       |       |                                                                            |
| 9 september UEFA Nations League Groep B4 № 839 «onderlinge duels» 18:00 uur (UTC+2) | Denemarken                                  | 2 – 0 | Wales | NRGi Park, Aarhus Toeschouwers: 17.506 Scheidsrechter: Deniz Aytekin (GER) |
| 9 september UEFA Nations League Groep B4 № 839 «onderlinge duels» 18:00 uur (UTC+2) | Christian Eriksen 32' Christian Eriksen 63' |       |       | NRGi Park, Aarhus Toeschouwers: 17.506 Scheidsrechter: Deniz Aytekin (GER) |

|                                                                                    |         |       |            |                                                                                |
| 13 oktober UEFA Nations League Groep B4 № 840 «onderlinge duels» 19:45 uur (UTC+1) | Ierland | 0 – 0 | Denemarken | Avivastadion, Dublin Toeschouwers: 41.220 Scheidsrechter: Xavier Estrada (ESP) |
| 13 oktober UEFA Nations League Groep B4 № 840 «onderlinge duels» 19:45 uur (UTC+1) |         |       |            | Avivastadion, Dublin Toeschouwers: 41.220 Scheidsrechter: Xavier Estrada (ESP) |

|                                                                     |                                            |       |            |                                                                                |
| 16 oktober Vriendschappelijk № 841 «onderlinge duels» 20:45 (UTC+2) | Denemarken                                 | 2 – 0 | Oostenrijk | MCH Arena, Herning Toeschouwers: 7.386 Scheidsrechter: Ola Hobber Nilsen (NOR) |
| 16 oktober Vriendschappelijk № 841 «onderlinge duels» 20:45 (UTC+2) | Lukas Lerager 29' Martin Braithwaite 90+3' |       |            | MCH Arena, Herning Toeschouwers: 7.386 Scheidsrechter: Ola Hobber Nilsen (NOR) |

|                                                                                   |                 |       |                                              |                                                                                        |
| 16 november UEFA Nations League Groep B4 № 842 «onderlinge duels» 19:45 uur (UTC) | Wales           | 1 – 2 | Denemarken                                   | Cardiff City Stadium, Cardiff Toeschouwers: 32.254 Scheidsrechter: Ivan Kružliak (SVK) |
| 16 november UEFA Nations League Groep B4 № 842 «onderlinge duels» 19:45 uur (UTC) | Gareth Bale 89' |       | 42' Nicolai Jørgensen 88' Martin Braithwaite | Cardiff City Stadium, Cardiff Toeschouwers: 32.254 Scheidsrechter: Ivan Kružliak (SVK) |

|                                                                                     |            |       |         |                                                                            |
| 19 november UEFA Nations League Groep B4 № 843 «onderlinge duels» 20:45 uur (UTC+1) | Denemarken | 0 – 0 | Ierland | NRGi Park, Aarhus Toeschouwers: 11.130 Scheidsrechter: Aliyar Ağayev (AZE) |
| 19 november UEFA Nations League Groep B4 № 843 «onderlinge duels» 20:45 uur (UTC+1) |            |       |         | NRGi Park, Aarhus Toeschouwers: 11.130 Scheidsrechter: Aliyar Ağayev (AZE) |

### 2019
|                                                                       |                                      |       |                                             |                                                                                        |
| 21 maart Vriendschappelijk № 844 «onderlinge duels» 19:00 uur (UTC+1) | Kosovo                               | 2 – 2 | Denemarken                                  | Fadil Vokrristadion, Pristina Toeschouwers: 12.463 Scheidsrechter: Ali Palabıyık (TUR) |
| 21 maart Vriendschappelijk № 844 «onderlinge duels» 19:00 uur (UTC+1) | Amir Rrahmani 42' Bersant Celina 66' |       | 63' Christian Eriksen 90+1' Pierre Højbjerg | Fadil Vokrristadion, Pristina Toeschouwers: 12.463 Scheidsrechter: Ali Palabıyık (TUR) |

|                                                                          |                                                    |       |                                                                    |                                                                                |
| 26 maart Kwalificatie EK 2020 № 845 «onderlinge duels» 20:45 uur (UTC+1) | Zwitserland                                        | 3 – 3 | Denemarken                                                         | St. Jakob-Park, Basel Toeschouwers: 18.352 Scheidsrechter: Damir Skomina (SLO) |
| 26 maart Kwalificatie EK 2020 № 845 «onderlinge duels» 20:45 uur (UTC+1) | Remo Freuler 20' Granit Xhaka 67' Breel Embolo 77' |       | 85' Mathias Jørgensen 89' Christian Gytkjær 90+4' Henrik Dalsgaard | St. Jakob-Park, Basel Toeschouwers: 18.352 Scheidsrechter: Damir Skomina (SLO) |

|                                                                        |                     |       |                 |                                                                            |
| 7 juni Kwalificatie EK 2020 № 846 «onderlinge duels» 20:45 uur (UTC+2) | Denemarken          | 1 – 1 | Ierland         | Parken, Kopenhagen Toeschouwers: 34.610 Scheidsrechter: Cüneyt Çakır (TUR) |
| 7 juni Kwalificatie EK 2020 № 846 «onderlinge duels» 20:45 uur (UTC+2) | Pierre Højbjerg 76' |       | 85' Shane Duffy | Parken, Kopenhagen Toeschouwers: 34.610 Scheidsrechter: Cüneyt Çakır (TUR) |

|                                                                         | |       |                      |                                                                                    |
| 10 juni Kwalificatie EK 2020 № 847 «onderlinge duels» 20:45 uur (UTC+2) | Denemarken                                                                                              | 5 – 1 | Georgië              | Parken, Kopenhagen Toeschouwers: 15.837 Scheidsrechter: Robert Schörgenhofer (AUT) |
| 10 juni Kwalificatie EK 2020 № 847 «onderlinge duels» 20:45 uur (UTC+2) | Kasper Dolberg 13' Christian Eriksen 30' Kasper Dolberg 63' Yussuf Poulsen 73' Martin Braithwaite 90+3' |       | 25' Saba Lobzhanidze | Parken, Kopenhagen Toeschouwers: 15.837 Scheidsrechter: Robert Schörgenhofer (AUT) |

|                                                                             |           | |            |                                                                                      |
| 5 september Kwalificatie EK 2020 № 848 «onderlinge duels» 20:45 uur (UTC+2) | Gibraltar | 0 – 6 | Denemarken | Victoriastadion, Gibraltar Toeschouwers: 2.076 Scheidsrechter: Jonathan Lardot (BEL) |
| 5 september Kwalificatie EK 2020 № 848 «onderlinge duels» 20:45 uur (UTC+2) |           | 6' Robert Skov 34' Christian Eriksen 50' Christian Eriksen 69' Thomas Delaney 73' Christian Gytkjær 78' Christian Gytkjær |            | Victoriastadion, Gibraltar Toeschouwers: 2.076 Scheidsrechter: Jonathan Lardot (BEL) |

|                                                                             |         |       |            |                                                                                               |
| 8 september Kwalificatie EK 2020 № 849 «onderlinge duels» 20:00 uur (UTC+4) | Georgië | 0 – 0 | Denemarken | Boris Paitsjadzestadion, Tbilisi Toeschouwers: 21.456 Scheidsrechter: François Letexier (FRA) |
| 8 september Kwalificatie EK 2020 № 849 «onderlinge duels» 20:00 uur (UTC+4) |         |       |            | Boris Paitsjadzestadion, Tbilisi Toeschouwers: 21.456 Scheidsrechter: François Letexier (FRA) |

|                                                                            |                    |       |             |                                                                                         |
| 12 oktober Kwalificatie EK 2020 № 850 «onderlinge duels» 18:00 uur (UTC+2) | Denemarken         | 1 – 0 | Zwitserland | Parken Stadion, Kopenhagen Toeschouwers: 35.964 Scheidsrechter: Aleksej Koelbakov (BLR) |
| 12 oktober Kwalificatie EK 2020 № 850 «onderlinge duels» 18:00 uur (UTC+2) | Yussuf Poulsen 84' |       |             | Parken Stadion, Kopenhagen Toeschouwers: 35.964 Scheidsrechter: Aleksej Koelbakov (BLR) |

|                                                                         |                                                                                    |       |           |                                                                                  |
| 15 oktober Vriendschappelijk № 851 «onderlinge duels» 19:00 uur (UTC+2) | Denemarken                                                                         | 4 – 0 | Luxemburg | Nordjyske Arena, Aalborg Toeschouwers: 9.043 Scheidsrechter: Bojan Pandžić (SWE) |
| 15 oktober Vriendschappelijk № 851 «onderlinge duels» 19:00 uur (UTC+2) | Martin Braithwaite 13' Kasper Dolberg 21' Kasper Dolberg 59' Christian Gytkjær 67' |       |           | Nordjyske Arena, Aalborg Toeschouwers: 9.043 Scheidsrechter: Bojan Pandžić (SWE) |

|                                                                             | |       |           |                                                                          |
| 15 november Kwalificatie EK 2020 № 852 «onderlinge duels» 20:45 uur (UTC+1) | Denemarken | 6 – 0 | Gibraltar | Parken, Kopenhagen Toeschouwers: 24.033 Scheidsrechter: István Vad (HUN) |
| 15 november Kwalificatie EK 2020 № 852 «onderlinge duels» 20:45 uur (UTC+1) | Robert Skov 12' Christian Gytkjær 47' Martin Braithwaite 51' Robert Skov 64' Christian Eriksen 85' Christian Eriksen 94' |       |           | Parken, Kopenhagen Toeschouwers: 24.033 Scheidsrechter: István Vad (HUN) |

|                                                                           |                  |       |                        |                                                                             |
| 18 november Kwalificatie EK 2020 № 853 «onderlinge duels» 19:45 uur (UTC) | Ierland          | 1 – 1 | Denemarken             | Avivastadion, Dublin Toeschouwers: 51.700 Scheidsrechter: Felix Brych (GER) |
| 18 november Kwalificatie EK 2020 № 853 «onderlinge duels» 19:45 uur (UTC) | Matt Doherty 85' |       | 73' Martin Braithwaite | Avivastadion, Dublin Toeschouwers: 51.700 Scheidsrechter: Felix Brych (GER) |

DBU · A-internationals · Selecties · Bondscoaches · Deens vrouwenelftal · Olympisch elftal · Denemarken U21 · Denemarken U20 · Denemarken U19 · Denemarken U18 · Denemarken U17 · Denemarken U16 · Vrouwen U17
1908 – 1919 ·
1920 – 1929 ·
1930 – 1939 ·
1940 – 1949 ·
1950 – 1959 ·
1960 – 1969 ·
1970 – 1979 ·
1980 – 1989 ·
1990 – 1999 ·
2000 – 2009 ·
2010 – 2019 ·
2020 − 2029
EK's: 1964 · 
1984 · 
1988 · 
1992 · 
1996 · 
2000 · 
2004 · 
2012 · 
2020 · 
2024
WK's: 1986 · 
1998 · 
2002 · 
2010 · 
2018 · 
2022
OS: 1908 · 
1912 · 
1920 · 
1948 · 
1952 · 
1960 · 
1972 · 
1992 · 
2016
1908 · 
1909 · 
1910 · 
1911 · 
1912 · 
1913 · 
1914 · 
1915 · 
1916 · 
1917 · 
1918 · 
1919 · 
1920 · 
1921 · 
1922 · 
1923 · 
1924 · 
1925 · 
1926 · 
1927 · 
1928 · 
1929 · 
1930 · 
1931 · 
1932 · 
1933 · 
1934 · 
1935 · 
1936 · 
1937 · 
1938 · 
1939 · 
1940 · 
1941 · 
1942 · 
1943 · 
1944 · 
1946 · 
1947 · 
1948 · 
1949 · 
1950 · 
1952 · 
1952 · 
1953 · 
1954 · 
1955 · 
1956 · 
1957 · 
1958 · 
1959 · 
1960 · 
1961 · 
1962 · 
1963 · 
1964 · 
1965 · 
1966 · 
1967 · 
1968 · 
1969 · 
1970 · 
1971 · 
1972 · 
1973 · 
1974 · 
1975 · 
1976 · 
1977 · 
1978 · 
1979 · 
1980 · 
1981 · 
1982 · 
1983 · 
1984 · 
1985 · 
1986 · 
1987 · 
1988 · 
1989 · 
1990 ·
1991 · 
1992 · 
1993 · 
1994 · 
1995 · 
1996 · 
1997 · 
1998 · 
1999 · 
2000 · 
2001 · 
2002 · 
2003 · 
2004 · 
2005 · 
2006 · 
2007 · 
2008 · 
2009 · 
2010 · 
2011 · 
2012 · 
2013 · 
2014 · 
2015 · 
2016 · 
2017 · 
2018 ·
2019 ·
2020 ·
2021 ·
2022 ·
2023
Albanië ·
Algerije ·
Argentinië ·
Armenië ·
Australië ·
België ·
Bermuda ·
Bosnië en Herzegovina · 
Brazilië ·
Bulgarije ·
Canada ·
Chili ·
Cyprus ·
DDR ·
Duitsland ·
Ecuador ·
Egypte ·
Engeland ·
Estland ·
Faeröer · 
Finland · 
Frankrijk ·
Gambia ·
Georgië ·
Ghana ·
Gibraltar ·
GOS ·
Griekenland ·
Honduras ·
Hongarije ·
Hongkong ·
Ierland ·
IJsland ·
Indonesië ·
Iran ·
Israël ·
Italië ·
Japan ·
Joegoslavië ·
Kameroen ·
Kazachstan ·
Kosovo · 
Kroatië · 
Letland ·
Liechtenstein ·
Litouwen ·
Luxemburg ·
Malta ·
Marokko ·
Mexico ·
Moldavië · 
Montenegro · 
Nederland ·
Nederlandse Antillen ·
Nigeria ·
Noord-Ierland ·
Noord-Macedonië ·
Noorwegen ·
Oekraïne ·
Oostenrijk ·
Panama ·
Paraguay ·
Peru ·
Polen ·
Portugal ·
Roemenië ·
Rusland ·
San Marino ·
Saoedi-Arabië ·
Schotland ·
Senegal ·
Servië ·
Singapore ·
Slovenië ·
Slowakije ·
Sovjet-Unie ·
Spanje ·
Suriname ·
Thailand ·
Togo · 
Tsjechië ·
Tsjecho-Slowakije ·
Tunesië · 
Turkije · 
Uruguay ·
Verenigde Arabische Emiraten ·
Verenigde Staten ·
Wales ·
Wit-Rusland ·
Zuid-Afrika ·
Zuid-Korea ·
Zweden ·
Zwitserland
Argentinië (1995) · 
Australië (2018) ·
Australië (2022) · 
België (2021) · 
Duitsland (1992) · 
Duitsland (2012) · 
Engeland (2021) · 
Finland (2021) · 
Frankrijk (2002) · 
Frankrijk (2018) · 
Japan (2010) · 
Kameroen (2010) · 
Kroatië (2018) · 
Nederland (2010) · 
Nederland (2012) · 
Peru (2018) · 
Portugal (2012) · 
Rusland (2021) · 
Senegal (2002) · 
Tsjechië (2021) · 
Uruguay (2002) · 
Wales (2021)
AFC-zone: Afghanistan · Australië · Bahrein · Bangladesh · Bhutan · Brunei · Cambodja · China · Chinees Taipei · Filipijnen · Guam · Hongkong · India · Indonesië · Iran · Irak · Japan · Jemen · Jordanië · Koeweit · Kirgizië · Laos · Libanon · Macau · Maleisië · Maldiven · Mongolië · Myanmar · Nepal · Noord-Korea · Oezbekistan · Oman · Oost-Timor · Pakistan · Palestina · Qatar · Saoedi-Arabië · Singapore · Sri Lanka · Syrië · Tadjikistan · Thailand · Turkmenistan · Verenigde Arabische Emiraten · Vietnam · Zuid-Korea

CAF-zone: Algerije · Angola · Benin · Botswana · Burkina Faso · Burundi · Centraal-Afrikaanse Republiek · Comoren · Congo-Brazzaville · Congo-Kinshasa · Djibouti · Egypte · Equatoriaal-Guinea · Eritrea · Ethiopië · Gabon · Gambia · Ghana · Guinee · Guinee-Bissau · Ivoorkust · Kaapverdië · Kameroen · Kenia · Lesotho · Liberia · Libië · Madagaskar · Malawi · Mali · Mauritanië · Mauritius · Marokko · Mozambique · Namibië · Niger · Nigeria · Oeganda · Rwanda · Sao Tomé en Principe · Senegal · Seychellen · Sierra Leone · Soedan · Somalië · Swaziland · Tanzania · Togo · Tsjaad · Tunesië · Zambia · Zimbabwe · Zuid-Afrika · Zuid-Soedan 

CONCACAF-zone: Amerikaanse Maagdeneilanden · Anguilla · Antigua en Barbuda · Aruba · Bahama's · Barbados · Belize · Bermuda · Britse Maagdeneilanden · Canada · Kaaimaneilanden · Costa Rica · Cuba · Curaçao · Dominica · Dominicaanse Republiek · El Salvador · Frans Guyana · Grenada · Guadeloupe · Guatemala · Guyana · Haïti · Honduras · Jamaica · Martinique · Mexico · Montserrat · 
Nicaragua · Panama · Puerto Rico · Saint Kitts en Nevis · Saint Lucia · Saint Vincent en de Grenadines · Sint Maarten · Suriname · Trinidad en Tobago · Turks- en Caicoseilanden · Verenigde Staten

CONMEBOL-zone: Argentinië · Bolivia · Brazilië · Chili · Colombia · Ecuador · Paraguay · Peru · Uruguay · Venezuela

OFC-zone: Amerikaans-Samoa · Cookeilanden · Fiji · Nieuw-Caledonië · Nieuw-Zeeland · Papoea-Nieuw-Guinea · Samoa · Salomoneilanden · Tahiti · Tonga · Vanuatu

UEFA-zone: Albanië · Andorra · Armenië · Azerbeidzjan · België · Bosnië en Herzegovina · Bulgarije · Cyprus · Denemarken · Duitsland · Engeland · Estland · Faeröer · Finland · Frankrijk · Georgië · Gibraltar · Griekenland · Hongarije · IJsland · Ierland · Israël · Italië · Kazachstan · Kosovo · Kroatië · Letland · Liechtenstein · Litouwen · Luxemburg · Macedonië · Malta · Moldavië · Montenegro · Nederland · Noord-Ierland · Noorwegen · Oekraïne · Oostenrijk · Polen · Portugal · Roemenië · Rusland · San Marino · Schotland · Servië · Slovenië · Slowakije · Spanje · Tsjechië · Turkije · Wales · Wit-Rusland · Zweden · Zwitserland